# Georges Jules Piquet
Pour les articles homonymes, voir Piquet.
Georges Jules Piquet (1839-1923) est un administrateur colonial et un officier de marine français.

## Biographie
Fils de Victor Piquet (1795-1876), géomètre, propriétaire du château de Chevignat près de Courmangoux dont il a été le maire, et de Pauline Marchand 1813-1873, petit-neveu de l'abbé François Piquet,
Georges Jules Piquet est reçu major à l'École navale de Brest en 1856. Il devient l'aide de camp de l'amiral Léonard Victor Charner, puis en juin 1861, enseigne de vaisseau. Il sert dans les ports de la Cochinchine, inspecteur en second des affaires indigènes de Tây Ninh, puis est promu lieutenant de vaisseau et inspecteur des revues à Mỹ Tho. En février 1869, il et nommé secrétaire général du directeur de l'Intérieur en Cochinchine, en poste à Saïgon.
Il est nommé officier de la Légion d'honneur par décret le 18 juillet 1876.
En mai 1886, il est nommé gouverneur du Cambodge, puis par intérim, en novembre 1887, gouverneur de Cochinchine. En octobre 1888, il devient gouverneur de l'Inde française. En mai 1889, il est nommé gouverneur général de l'Indochine, poste qu'il occupe jusqu'en avril 1891.
Durant sa retraite, il vit dans le château familial de Chevignat et devient maire de Courmangoux, où il meurt le 18 janvier 1923. Il fut un temps conseiller général du canton de Treffort.
Il s'était marié le 30 octobre 1876 avec Élise de Nas, dont cinq enfants.

## Décorations étrangères
- 1861 : croix d'Isabelle la Catholique
- 1878 : croix de commandeur de l'ordre de Charles III
- 1886 : grand-officier de l'ordre royal du Cambodge
- 1887 : grand-officier du dragon d'Annam et grande sapèque d'or
- 1889 : grand-cordon de l'ordre royal du Cambodge